# Lussas-et-Nontronneau
Lussas-et-Nontronneau är en kommun i departementet Dordogne i regionen Nouvelle-Aquitaine i sydvästra Frankrike. Kommunen ligger i kantonen Nontron som tillhör arrondissementet Nontron. År 2022 hade Lussas-et-Nontronneau 285 invånare.

## Befolkningsutveckling
Antalet invånare i kommunen Lussas-et-Nontronneau
Referens:INSEE